# Megalechis picta
Espèce
Synonymes
- Callichthys pictus Müller & Troschel, 1849[2]
- Callichthys sulcatus Kner, 1855[2]

Megalechis picta (nom commun français, Cascadure) est une espèce de poissons-chats de la famille des Callichthyidae.

## Répartition
Megalechis picta se rencontre en Amérique du Sud, dans les bassins de l'Amazone, de l'Orénoque et de l'Essequibo, ainsi que dans les rivières côtières de la Guyane, du Guyana et du Suriname.

## Description
La taille maximale connue pour Pseudophoxinus battalgilae est de 155 mm. Durant la saison sèche cette espèce s'enfonce dans la vase à une profondeur de 150 à 250 mm en attendant le retour de la saison des pluies.
Ce poisson n'a qu'une faible valeur commerciale pour l'alimentation mais un marché existe pour l'aquariophilie.

## Noms vernaculaires
Liste non exhaustive :
- allemand - Gemalter Schwielenwels, Schwarzer Schwielenwels ;
- anglais - Atipa, Hoplo catfish, Port hoplo, Spotted callichthys, Spotted hoplo ;
- créole, anglais - Katrina kwikwi, Atipa bosco, Atipa rouj ;
- danois - Amazon-pansermalle ;
- espagnol - Caracha, Porthol rayado, Shirui ;
- finlandais - Pistehaarniskamonni ;
- français - Cascadure ;
- kali'na - Kaliwalou ;
- mandarin - 護胸鯰, 隆胸大美鯰 ;
- ndujka - Katiina kuikui, Katiina kuoikoui ;
- portugais - Tamboatá, Tamoatá, Tamuata ;
- saramaka - Katrina kwikwi ;
- suédois - Hårdrygg ;
- wayana - Atpaima.

## Publication originale
- Müller & Troschel, 1849 : Fische. p. 618-644 in Reisen in Britisch-Guiana in den Jahren 1840-44. Im Auftrag Sr. Mäjestat des Königs von Preussen ausgeführt von Richard Schomburgk. [Versuch einer Fauna und Flora von Britisch-Guiana.] vol. 3.[4] (texte intégral).